# Wembley Arena

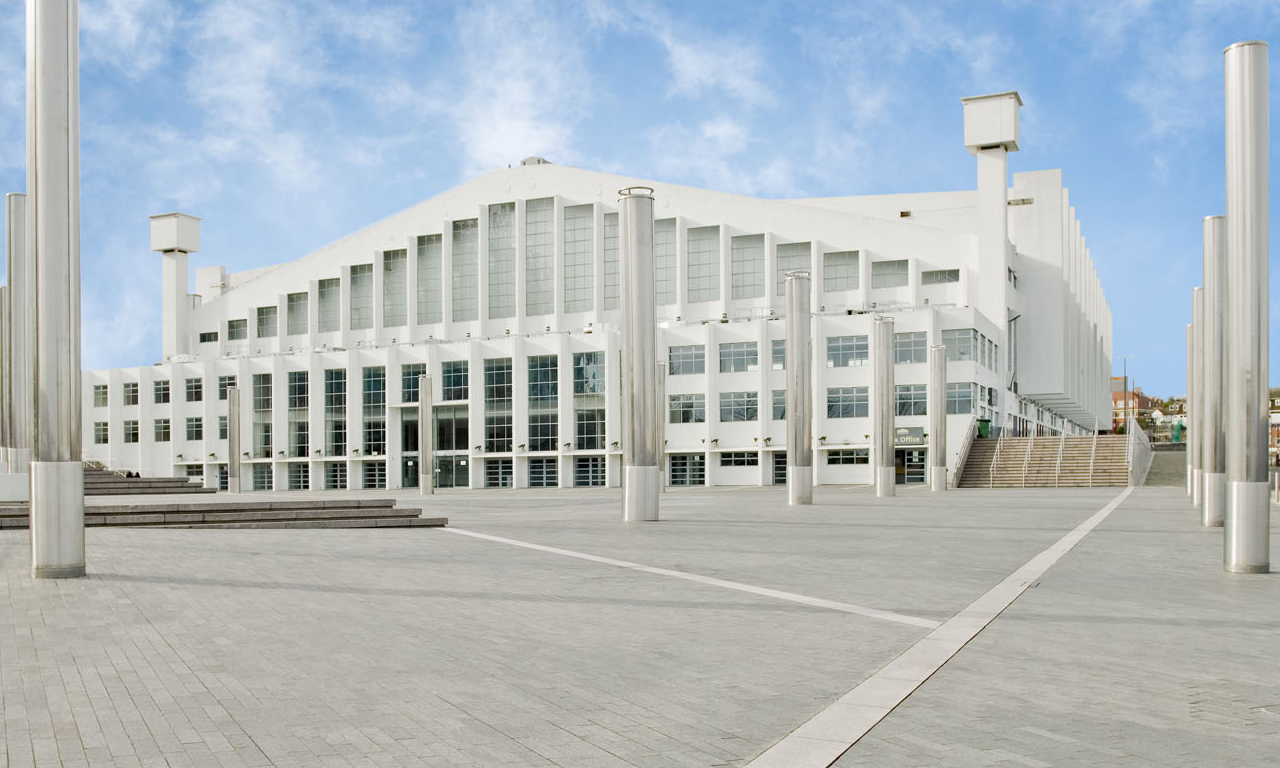
Wembley Arena

Wembley Arena (ursprungligen Empire Pool) är en inomhusarena i  Wembley, London Borough of Brent. Den ligger i närheten av fotbollsarenan Wembley Stadium.
Arenan byggdes inför Brittiska imperiespelen 1934, innefattade en simbassäng, därav det ursprungliga namnet, Empire Pool, och användes bland annat vid Olympiska sommarspelen 1948. Den används förutom för sport dessutom för konserter, komedier och familjeunderhållning.